# جیمی اتول
جیمی اتول (انگلیسی: Jamie Attwell؛ زادهٔ ۸ ژوئن ۱۹۸۲) بازیکن فوتبال اهل بریتانیا است.
از باشگاه‌هایی که در آن بازی کرده‌است می‌توان به باشگاه فوتبال بریستول سیتی، باشگاه فوتبال تیورتون تاون، باشگاه فوتبال تورکی یونایتد، و باشگاه فوتبال تاتنهام هاتسپر اشاره کرد.